# هيلاريون
هيلاريون الكبير (291-271)، ناسكٌ وُلد سنة 291 جنوب مدينة غزة، وتوفي سنة 371 في قبرص. قضى مُعظم حياته في الصحراء مُقتدياً بذلك بأنطونيوس الكبير (251-356). وبينما يعتبر أنطونيوس الكبير مؤسس الرهبنة المسيحية في الصحراء المصرية، يعتبر هيلاريون مؤسس الرهبنة الفلسطينية. ويتم تبجيله كقديس من قبل الكنيستين الأرثوذكسية والكاثوليكية.
المصدر الرئيسي للمعلومات المتعلقة بحياة القديس هيلاريون هو السيرة الذاتية التي كتبها القديس جيروم في بيت لحم عام 390.
كان هدف جيروم من كتابة سيرة القديس هيلاريون تعزيز حياة الزهد التي كرس حياته لها. تحتوي السيرة على ما هو أسطوري وغير واقعي، الى جانب على بعض البيانات التي تربطه بالتاريخ الحقيقي، وعلى أي حال فإن هذه السيرة تعتبر سجل لحالة العقل البشري في القرن الرابع.
ولد هيلاريون في ثاباتا جنوب غزة في سوريا فلسطين لأبوين وثنيين. درس البلاغة والنحو في الإسكندرية. يبدو أنه تحول إلى المسيحية في الإسكندرية. بعد ذلك ، تجنب ملذات يومه - المسرح والسيرك والساحة - وقضى وقته في حضور الكنيسة. وفقا للقديس جيروم، كان هيلاريون شابا رقيقا وحساسا وكانت صحته هشة.
تأثير هيلاريون من أنطونيوس الكبير الذي كان اسمه ساطعا في مصر، وذهب وهو في سن الخامسة عشرة، للعيش معه في الصحراء. بينما كانت صومعة أنطونيوس في الصحراء النيترية مشغولة بالزوار الذين يبحثون عن علاجات للأمراض، بقي هيلاريون مع انطونيوس لمدة شهرين وعاد لعدها مع بعض الرهبان الى منزله في في ثاباتا ليجد ان والديه توفيا في هذه الأثناء، فأعطى ميراثه لإخوته وللفقراء وغادر إلى البرية.